# Svédországi Ingegerd kijevi nagyfejedelemné
Ingegerd Olofsdotter Kincses Olaf svéd király és Obotrites Esztrid keleti szláv hercegnő első gyermekeként és egyetlen leányaként született, Svédországban, 1001-ben. Egy öccse született még, Anund Jakab.
Apai nagyszülei: Győztes Erik svéd uralkodó és Toste Szigrid svéd arisztokrata kisasszony.
Ingegerd 1016-ban először II. Olaf norvég király menyasszonya volt, de Ingegerd apja később inkább a törvénytelen leányát, Asztridot adta hozzá a norvég uralkodóhoz.
1019-ben végül a nála 23 évvel idősebb I. (Bölcs) Jaroszláv kijevi nagyfejedelem hitvese lett. A házasságkötés után a fejedelemasszony Irénre változtatta meg nevét.
Hat fiuk és négy leányuk született frigyük 34 éve során:
- Erzsébet (1025–1067 körül), ő 1043 körül hozzáment III. Harold norvég királyhoz. Két leányt szült neki, Ingegerdet és Máriát.
- Anasztázia (1023 körül–1096 körül), ő I. András magyar király hitvese lett, akinek három örököst szült, Adelhaidet, Salamont és Dávidot.
- Anna (1030 körül–1075), ő I. Henrik francia király neje lett 1051. május 19-én. Négy gyermekük jött világra, Fülöp, Róbert, Emma és Hugó.
- Agáta (1030 előtt–1070 után), ő valószínűleg Száműzött Eduárd angol trónörökös felesége volt.
- Vlagyimir (1020–1052. október 4.), ő 1036-tól Novgorod uralkodója lett. Annát, Leopold of Staden grófjának leányát vette el, akitől két fia született, Rosztiszláv és Jaropolk.
- Izjaszláv (1024–1078. október 3.), ő lett I. Izjaszláv néven Kijev nagyfejedelme apja 1054-ben bekövetkezett halála után. Gertrúd lengyel királyi hercegnőt vette nőül, aki három fiút szült neki, Jaropolkot, Msztyiszlávot, és Szvjatopolkot.
- Szvjatoszláv (1027–1077.december 27.), ő lett Csernyigov fejedelme 1054-től, s kétszer is megnősült. Első hitvese 1043-tól Cecília volt, akitől egy lánya született, Vysheslava, valamint négy fia, Gleb, Dávid, Román és Oleg. 1065-ben ismét megházasodott. Új felesége Stadei Oda lett. Tőle egy újabb fia született, Jaroszláv.
- Vszevolod (1030–1093. április 13.), ő 1078-tól I. Vszevolod néven Kijev nagyfejedelme lett, s kétszer is megnősült. Első felesége Anasztázia lett, aki közeli rokonságban állt Kónsztantinosz Monomakhosz bizánci császárral. Két gyermekük született, Vlagyimir és Anna. Anasztázia halála után, 1068-ban nőül vette Poloveckaja Anna mongol hercegnőt. Négy gyermekük jött világra, Rosztyiszláv, Eupraxia, Katalin és Mária.
- Igor (1034 vagy 1035–1060), ő volt Szmolenszk fejedelme. Feleségül vette Kunigunda orlamündei grófnőt, akitől két fia született, Dávid és Vszevolod.

1050. február 10-én távozott az élők sorából, Novgorodban. Végső nyughelye a novgorodi Szent Szófia-katedrálisban van. 
Özvegye nem nősült újra, s három év múlva ő is elhunyt. 
Ingegerdet később Szent Anna néven szentté avatta az ortodox egyház. Még külön vallási himnuszt is írtak hozzá. 
Ünnepnapjai: február 10. és október 4.